# تیم ملی بسکتبال توگو
تیم ملی بسکتبال توگو، نماینده توگو در مسابقات بین‌المللی بسکتبال است.